# Marcus Hellner
Carl Marcus Joakim Hellner, kendt som Marcus Hellner, (født 25. november 1985 i Lerdala) er en svensk tidligere langrendsskiløber, der har opnået flere store internationale resultater. Han er således dobbelt olympisk mester fra vinter-OL 2010 i Vancouver og har vundet guld i sprint ved VM 2011 i Holmenkollen.

## Karriere
I sin tidlige ungdom var Marcus Hellner ikke nogen stjerne. Han var tretten år, inden han vandt sit første distriktsmesterskab, og hans bedste resultat som ungdomsløber ved svenske mesterskaber var en attendeplads. Derfor var det ikke så oplagt, at han kunne optages på skigymnasium, og han kom således heller ikke ind på sin første prioritet i Mora, men blev dog optaget på Malmberget ved Gällivare. Efter gymnasietiden blev han boende i Gällivare. 
I løbet af gymnasietiden forbedrede Hellner sig så meget, at han på andet år blev udtaget til det svenske ungdomslandshold til ungdoms-OL i Slovenien. Her vandt han bronze i klassisk stil, og samme år vandt han det svenske mesterskab i 20 km fri stil, hvilket blev suppleret med en tredjeplads i 10 km klassisk stil, en andenplads i sprint samt samlet sejr i junior-cuppen. 
På seniorniveau fik han sit gennembrud ved VM 2007 i Sapporo, hvor han med en niendeplads i 15 km fri stil blev næstbedste svensker. Senere stillede han op på tredjeturen i stafetten (første i fri stil), og her lykkedes det ham at forblive i den førende trio, hvilket medvirkede til at give Sverige bronzemedaljen – Hellners første internationale seniormedalje. I World Cup-sæsonen 2008-09 vandt han 15 km klassisk stil ved den første konkurrence og fulgte op med  Ved VM 2009 i Liberec blev han femmer i sprint.
Det store gennembrud kom ved OL 2010 i Vancouver, hvor Marcus Hellner indledningsvis blev nummer fire i 15 km fri stil. Han vandt guld i 2×15 km jagtstart (en kombination af klassisk og fri stil) og var senere en af løberne på det svenske stafethold, der vandt guldmedaljen. Han deltog også i 50 km-løbet, hvor han måtte nøjes med en 22. plads.
Sæsonen 2010-11 er begyndt rigtig godt for Hellner, der har tre World Cup-sejre (heraf én i holdløb) inden VM. Ved VM i Holmenkollen vandt han guld i sprint og sølv med Sverige i stafetløbet. Ved VM i 2013 i Val di Fiemme vandt han sølv i hold-sprint og stafetløbet.
Ved vinter-OL 2014 i Sotji blev det til sølvmedalje i 2×15 km jagtstart, hvorpå han blev nummer seks i sprint og nummer ti i 15 km klassisk stil, inden han som del af det svenske hold gentog sejren i stafetløbet fra legene i 2010.
Ved VM i 2015 på hjemmebane i Falun blev han nummer fire i 15 km fri stil og var med på det svenske stafethold, der vandt sølv. Ved VM to år senere i Lahti vandt han sammen med det svenske hold bronze i stafetten.
Ved vinter-OL 2018 i Pyeongchang lykkedes det ikke for Hellner at vinde medaljer. Han indledte sin deltagelse med at blive nummer 12 i 2×15 km jagtstart, fulgt af ottendepladsen i 15 km klassisk stil. I stafetløbet var han med på holdet, der endte som nummer fem, mens han i holdsprint sammen med Calle Halfvarsson blev nummer fire.
I maj 2018 bekendtgjorde Hellner, at han indstillede sin karriere.